# Girlfriends Films
La Girlfriends Films (abbreviato GFF) è una casa di produzione cinematografica pornografica statunitense fondata nel 2002 da Dan O'Connell e "Moose". Quasi tutti i film sono scritti e diretti dallo stesso O'Connell.
Lo studio ha anche due sedi di produzione europee, in Ungheria e Repubblica Ceca.

## Produzioni
Specializzata in tematiche connesse al lesbismo, la compagnia ha prodotto più di seicento film.
Molti sono inseriti in serie come Women Seeking Women, Lesbian Seductions, Mother Daughter Exchange Club o Road Queen,.
Negli anni lo studio ha ottenuto oltre 100 premi nei concorsi più importanti del settore.